# Departamento Loreto
Loreto es un departamento en la Provincia de Santiago del Estero (Argentina), cuya cabecera es la ciudad homónima. Limita al norte con el departamento Silípica, al este con el Río Dulce, que lo separa del departamento San Martín, al sudeste con Atamisqui, al sur con Ojo de Agua y al oeste con Choya.

## Límites
La ley provincial N° 353, que fue sancionada el 11 de noviembre de 1911, dividió el territorio de la provincia en departamentos, estableciendo los siguientes límites para el Departamento Loreto:

Se compone del actual Departamento Loreto, disminuido en la parte al Norte de la vía férrea Central Córdoba, y de la parte al Nordeste del Río Dulce.
 Sus límites son: al Norte la vía férrea precitada; al Nordeste el Río Dulce; al  Sudeste los Departamentos Ojo de Agua y Atamisqui; al Sud el Departamento Ojo de Agua; y al Oeste el Departamento Choya.
 La Villa en la Estación Loreto, llevará el nombre de Estación Loreto, y será Capital del Departamento.

## Distritos
La ley provincial que fue sancionada el 3 de agosto de 1887 dividió el territorio del departamento entre los distritos de: Loreto, Villa San Martín, Piruitas, Majada, Los Diaz, Barrancas, Cara Tipa, Cañada Rica, Lomitas, Ayunchas. La asignación de localidades a cada distrito fue asignada al Poder Ejecutivo.
La ley provincial N° 260, que fue sancionada el 19 de agosto de 1910, dividió el territorio del departamento entre los siguientes distritos:
- Loreto
- Piruitas
- Tacayoj
- Tacanitas
- Cañada Rica
- Ayuncha
- Lomitas

## Otras localidades y parajes
- Ayuncha
- Beltrán
- Chuña Albardón
- Diente del Arado
- Jumi Pozo
- km 83
- km 90
- La Dormida
- La Noria
- La Revancha
- Monte Redondo
- Puesto de Juanes
- Puesto de Suárez
- Punua
- San Gerónimo
- San Vicente
- Santa Bárbara
- Sauce Solo
- Taquetúyoj
- Tío Pozo
- Villa Vieja o Loreto Viejo